# Acheux-en-Amiénois
Pour les articles homonymes, voir Acheux et Amiénois.
Acheux-en-Amiénois est une commune française située dans le département de la Somme en région Hauts-de-France.

## Géographie

### Localisation
La commune d'Acheux-en-Amiénois est située au nord d'Amiens et entre Doullens et Albert, aux confins de la Picardie et de l'Artois.

#### Communes limitrophes
| Louvencourt | Bus-lès-Artois     |            |
| Léalvillers | Acheux-en-Amiénois | Forceville |
|             | Varennes           |            |

### Nature du sol et du sous-sol
Le sol et le sous-sol de la commune sont de formation tertiaire. Le sous-sol est calcaire et affleure sur les pentes. La craie à silex domine partout. Sur le plateau, la craie est recouverte par le limon des plateaux. Dans les vallées, le sol est meuble et profond.

### Relief, paysage, végétation
Le relief de la commune est celui d'un plateau : celui de l'Amiénois qui oscille entre 148 m et 92 m d'altitude. La végétation n'offre rien de particulier par rapport aux autres communes des alentours. Un espace boisé occupe le nord-est de la commune.
La commune présente un paysage d'Openfield ou champs ouverts.

### Hydrographie
La commune est située dans le bassin Artois-Picardie. Elle n'est drainée par aucun cours d'eau.

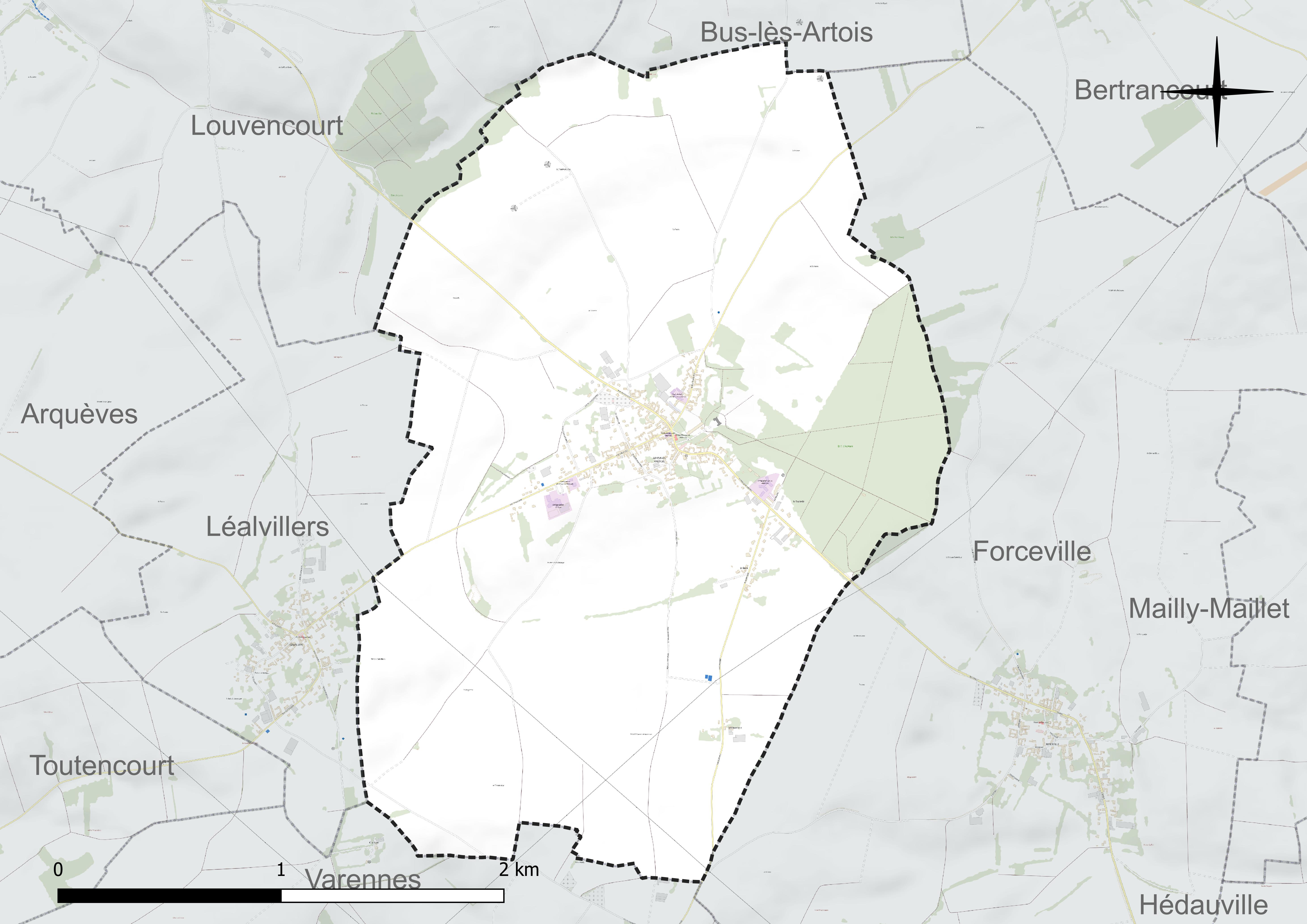
Réseau hydrographique d'Acheux-en-Amiénois.

### Climat
Pour des articles plus généraux, voir Climat des Hauts-de-France et Climat de la Somme.
En 2010, le climat de la commune est de type climat océanique dégradé des plaines du Centre et du Nord, selon une étude du CNRS s'appuyant sur une série de données couvrant la période 1971-2000. En 2020, Météo-France publie une typologie des climats de la France métropolitaine dans laquelle la commune est exposée à un climat océanique et est dans la région climatique Nord-est du bassin Parisien, caractérisée par un ensoleillement médiocre, une pluviométrie moyenne régulièrement répartie au cours de l'année et un hiver froid (3 °C).
Pour la période 1971-2000, la température annuelle moyenne est de 10,2 °C, avec une amplitude thermique annuelle de 14,7 °C. Le cumul annuel moyen de précipitations est de 839 mm, avec 12,6 jours de précipitations en janvier et 9,3 jours en juillet. Pour la période 1991-2020, la température moyenne annuelle observée sur la station météorologique la plus proche, située sur la commune de Méaulte à 14 km à vol d'oiseau, est de 10,7 °C et le cumul annuel moyen de précipitations est de 730,3 mm,. Pour l'avenir, les paramètres climatiques de la commune estimés pour 2050 selon différents scénarios d'émission de gaz à effet de serre sont consultables sur un site dédié publié par Météo-France en novembre 2022.

#### Aménagement du territoire
La commune présente un habitat groupé avec, autrefois quelques hameaux : la Sucrerie, la Pare, la Barrière qui sont maintenant jointifs du village du fait de la construction de lotissements.

## Urbanisme

### Typologie
Au 1er janvier 2024, Acheux-en-Amiénois est catégorisée commune rurale à habitat dispersé, selon la nouvelle grille communale de densité à sept niveaux définie par l'Insee en 2022.
Elle est située hors unité urbaine. Par ailleurs la commune fait partie de l'aire d'attraction d'Amiens, dont elle est une commune de la couronne,. Cette aire, qui regroupe 369 communes, est catégorisée dans les aires de 200 000 à moins de 700 000 habitants,.

### Occupation des sols
L'occupation des sols de la commune, telle qu'elle ressort de la base de données européenne d'occupation biophysique des sols Corine Land Cover (CLC), est marquée par l'importance des territoires agricoles (82,4 % en 2018), en diminution par rapport à 1990 (84,4 %). La répartition détaillée en 2018 est la suivante : 
terres arables (77,2 %), forêts (10,4 %), zones urbanisées (7,1 %), prairies (4,3 %), zones agricoles hétérogènes (0,9 %). L'évolution de l'occupation des sols de la commune et de ses infrastructures peut être observée sur les différentes représentations cartographiques du territoire : la carte de Cassini (XVIIIe siècle), la carte d'état-major (1820-1866) et les cartes ou photos aériennes de l'IGN pour la période actuelle (1950 à aujourd'hui).

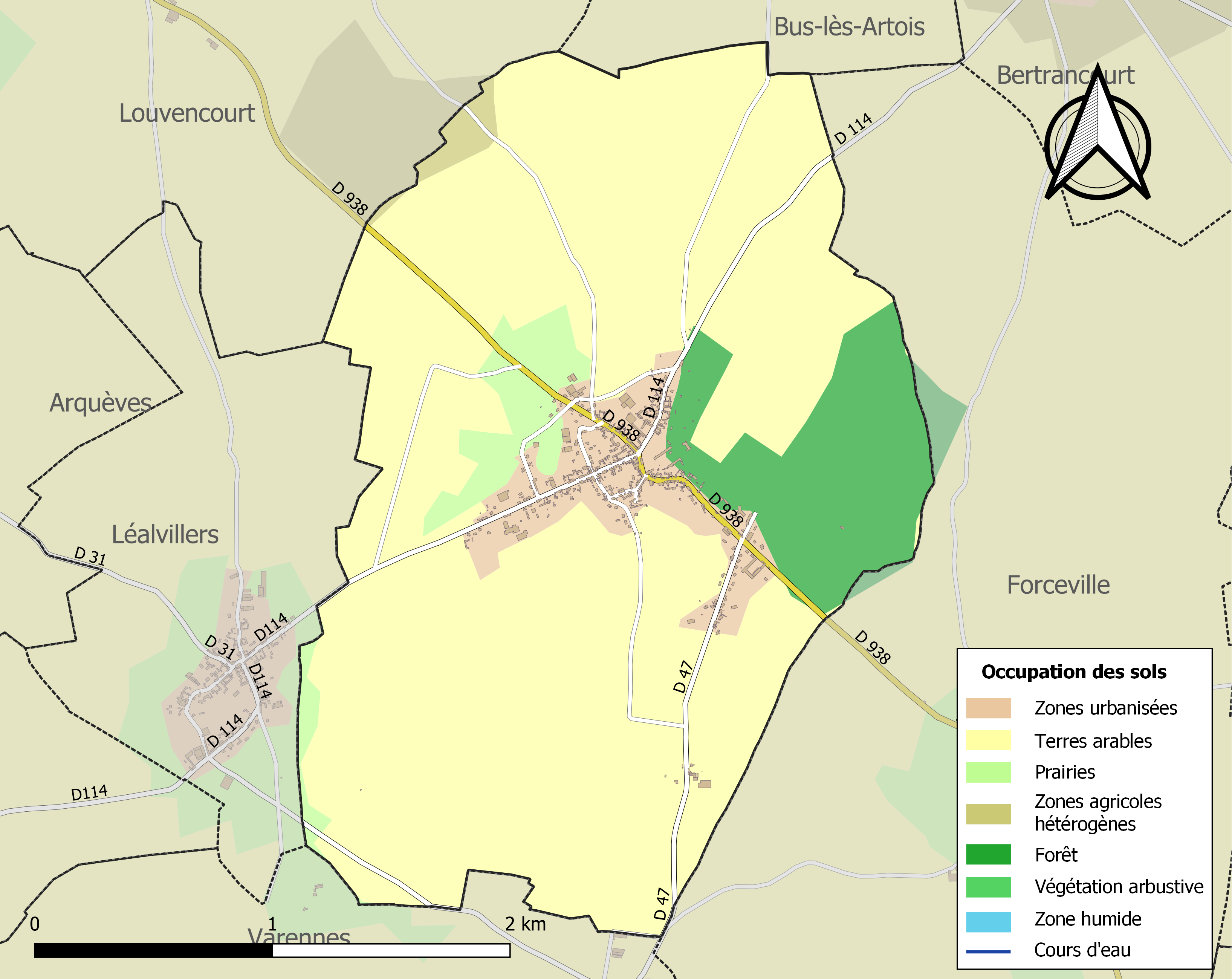
Carte des infrastructures et de l'occupation des sols de la commune en 2018 (CLC).

### Voies de communication et transports
Acheux-en-Amiénois est un carrefour routier secondaire où se croisent la route départementale 938 reliant Albert à Doullens et la route départementale 114 reliant Courcelles-au-Bois à Hérissart.
La localité est desservie par les autocars du réseau interurbain Trans'80 Hauts-de-France.

## Toponymie

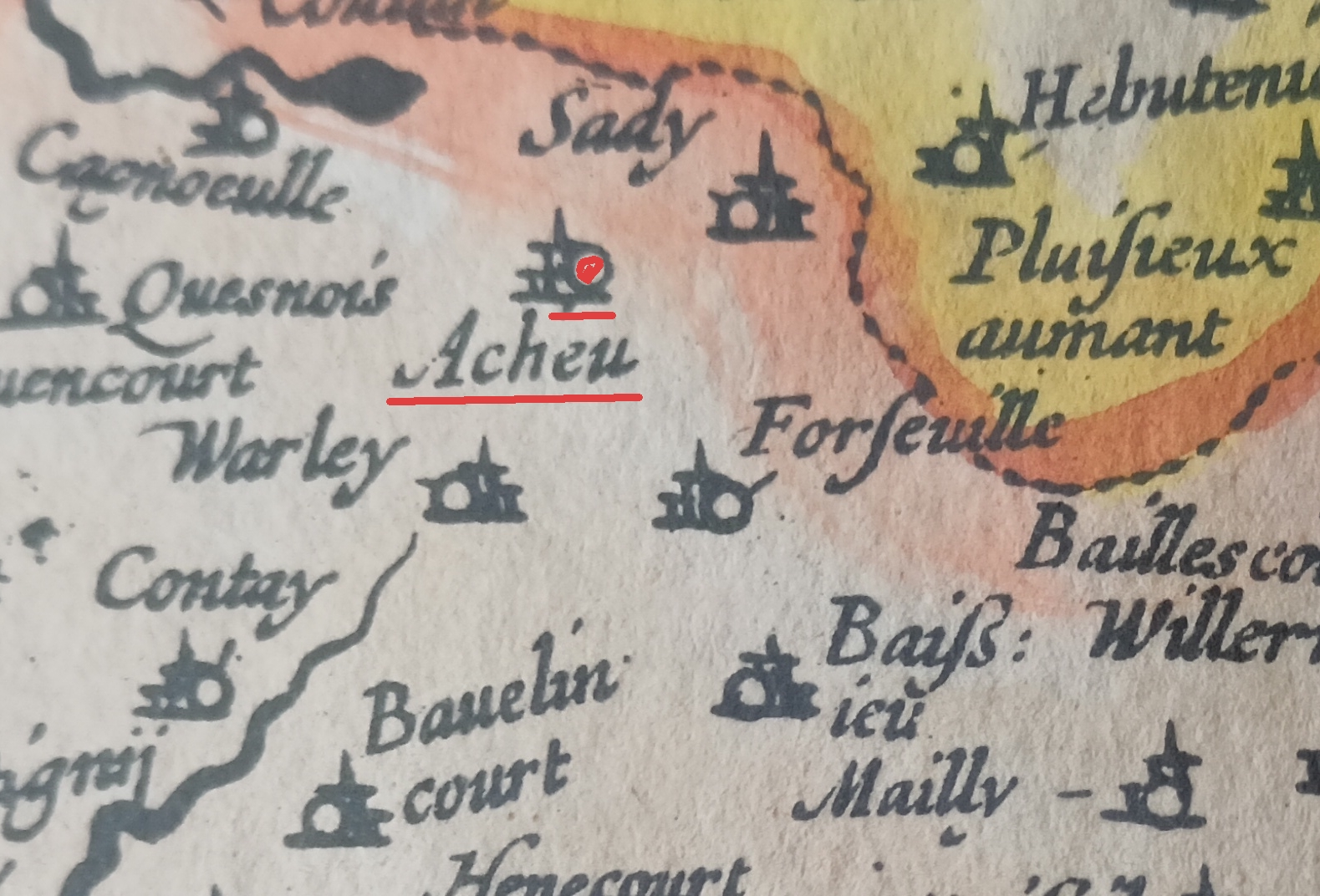
Sur une carte de la Picardie de 1620, Acheux s'écrivait Acheu.

La première mention d'Acheux apparaît dans le texte de la fondation de l'abbaye de Corbie en 662 sous la forme Taciacum. On rencontre ensuite Aceium dans un diplôme de l'évêque Thierry d'Amiens (1147-1160), Aiciu, en 1184, dans un diplôme de Thibault d'Heilly, évêque d'Amiens, puis Aceu et Aceus en 1186, Acheu en 1220, dans le cartulaire noir de Corbie, et enfin Acheux, sur la carte de Cassini de 1757.
L'Amiénois est une partie de la Haute-Picardie, qui occupe aujourd'hui le milieu du département de la Somme.

## Histoire
L'histoire de la commune est connue grâce aux travaux d'Adolphe de Cardevaque au XIXe siècle, repris par l'instituteur O. Moutardier :

### Moyen Age
- 662, la terre d'Acheux est donnée à l'abbaye de Corbie par la reine Bathilde et le roi Clotaire III lors de sa fondation. Les seigneurs d'Acheux furent vassaux de l'abbé de Corbie.
- 1415, le roi d'Angleterre, Henri V, logea à Acheux quelques jours avant la bataille d'Azincourt.

### Epoque moderne
- 1557, Jacques d'Humières, seigneur d'Acheux, fonda la Ligue.
- 1593, Acheux fut dévastée par les Espagnols. Le roi Henri IV accorda aux habitants une exonération de taille pour trois ans.
- 1685, Louis de Crevant, seigneur d'Acheux, maréchal de France, devint grand-maître de l'artillerie du roi Louis XIV.
- À partir de 1702 et jusqu'à la Révolution française, les paysans d'Acheux furent en procès contre leurs seigneurs.
- En 1709, Acheux possédait une école.
- En 1784, la paroisse d'Acheux comptait environ 500 habitants.
- Le 29 septembre 1792, les habitants d'Acheux firent un don pour la défense du pays[15]. Huit enfants d'Acheux s'enrôlèrent pour défendre la Patrie en danger.

### Epoque contemporaine
- Le 1er septembre 1793, les titres seigneuriaux sont brûlés sur la place d'Acheux dans le cadre de l'Abolition des privilèges.
- En 1866 est construite une sucrerie par la Compagnie sucrière du canton d'Acheux S.A.R.L, entreprise qui devient en 1869 la société Normand et Cie et emploie 150 salariés dont 15 enfants[16]. En 1891, Léonce Aubry construit sa briqueterie, avec une cheminée haute de 30 m. et dotée d'un four Hoffmann[17].

### Passé ferroviaire de la commune

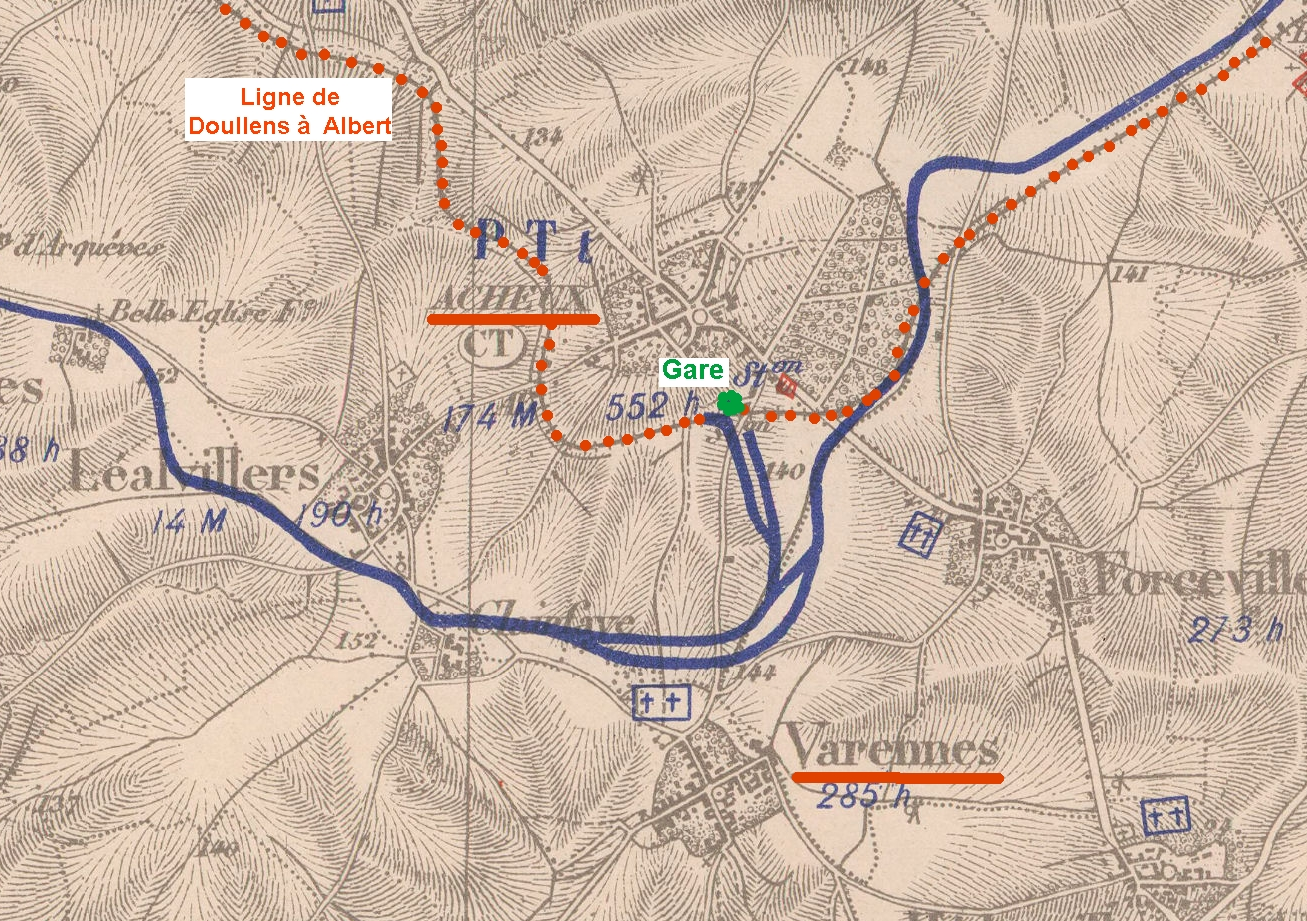
Tracé de la ligne en 1920.
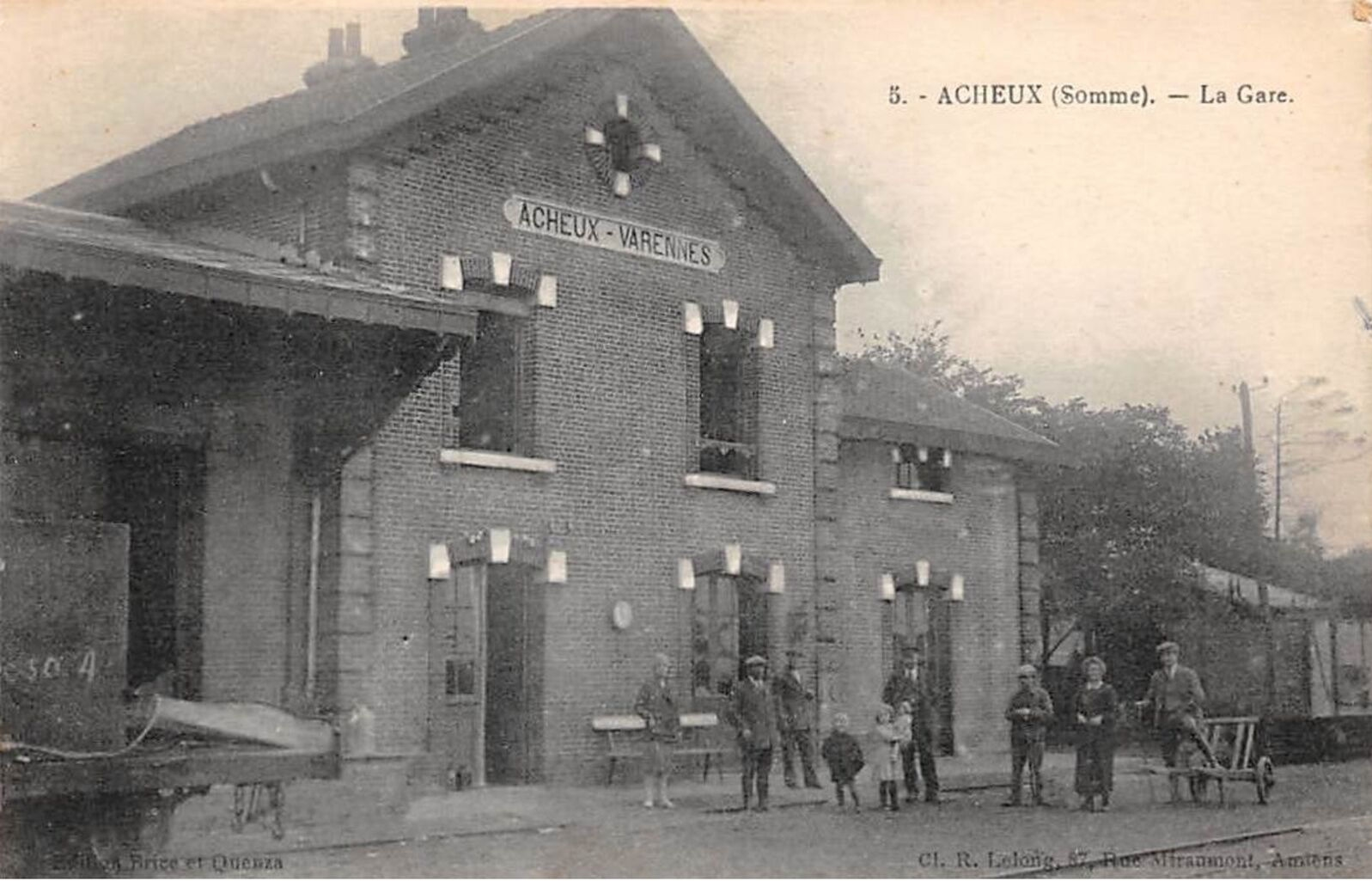
Carte postale de la gare d'Acheux-Varennes vers 1910 vue côté voies.
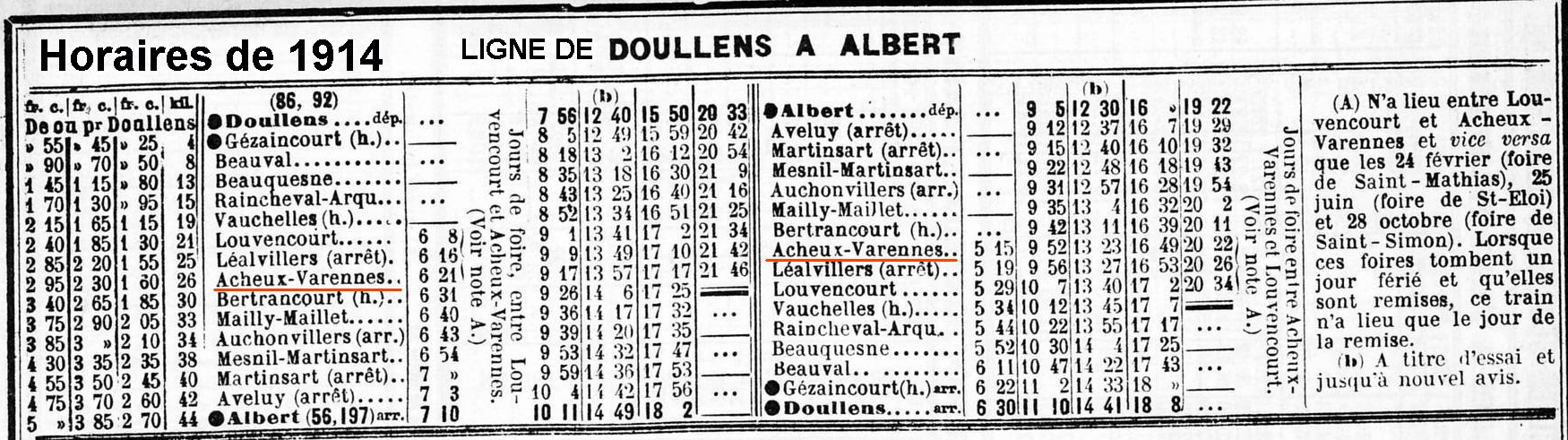
Horaire de la ligne en mai 1914.

De 1891 à 1949, le village a été traversé par la Ligne de chemin de fer de Doullens à Albert, qui , venant de Léalvillers, passait au sud de la commune et se dirigeait ensuite vers la halte de Bertrancourt.

A une époque où le chemin de fer était le moyen de déplacement le plus pratique, cette ligne connaissait un important trafic de passagers et de marchandises. En 1914, cinq trains s'arrêtaient dans chaque sens chaque jour à la gare commune aux villages d'Acheux et de Varennes, située au sud de la commune, Route de Varennes.
	
Après la Seconde Guerre mondiale, avec l'amélioration des routes et le développement du transport automobile, le trafic ferroviaire a périclité et la ligne a été fermée en 1949. Les rails ont été retirés et la gare désaffectée.

De nos jours, le tracé de l'ancienne voie est encore présent dans le sud de la commune.

#### Première Guerre mondiale
La commune d'Acheux-en-Amiénois étant située à l'arrière du front, elle ne connut pas de destruction massive, ni d'occupation par l'ennemi.

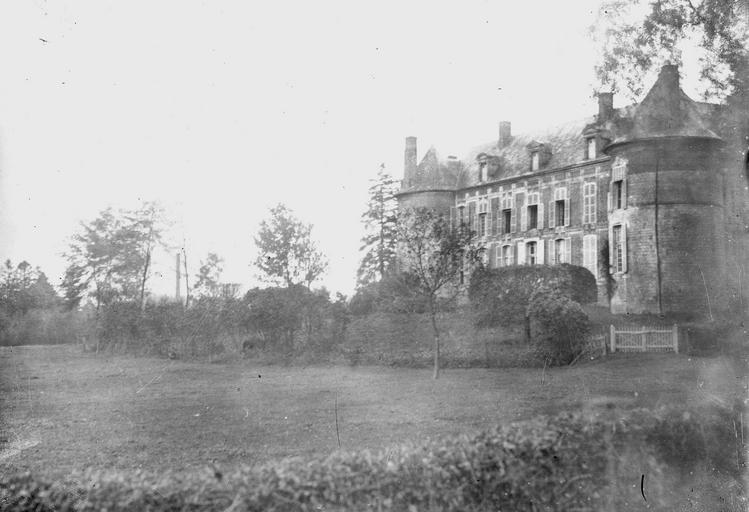
Le château en 1914.

#### Seconde Guerre mondiale
Dans un bois situé à la sortie du village, sur la route Doullens - Albert, sur la gauche en direction d'Albert, ont été retrouvés, le 13 septembre 1944, les corps de sept jeunes gens de Bonneville fusillés par les Allemands au moment de la Libération.

## Politique et administration

### Rattachements administratifs et électoraux
La commune est détachée le 1er janvier 2017 de l'arrondissement d'Amiens du département de la Somme pour intégrer son arrondissement de Péronne. Pour l'élection des députés, elle fait partie depuis 1958 de la cinquième circonscription de la Somme.
Elle était depuis 1801 le chef-lieu du canton d'Acheux-en-Amienois. Dans le cadre du redécoupage cantonal de 2014 en France, elle fait désormais partie du canton d'Albert.

### Intercommunalité
La commune est membre de la communauté de communes du Pays du Coquelicot, créée fin 2001 sous le nom de Communauté de communes de la région d'Albert - Acheux en Amiénois et Bray-sur-Somme.

### Liste des maires

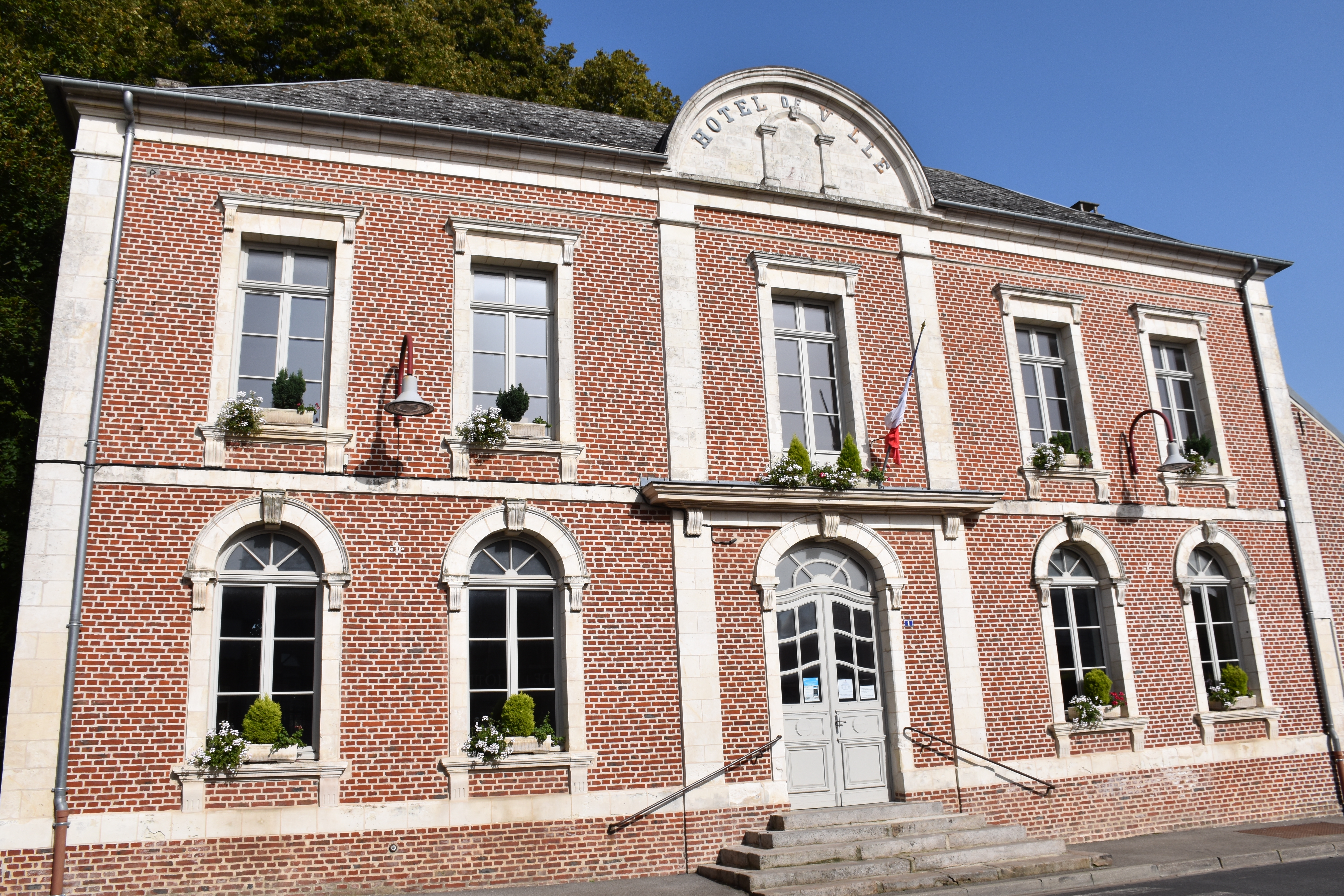
L'Hôtel-de-Ville.

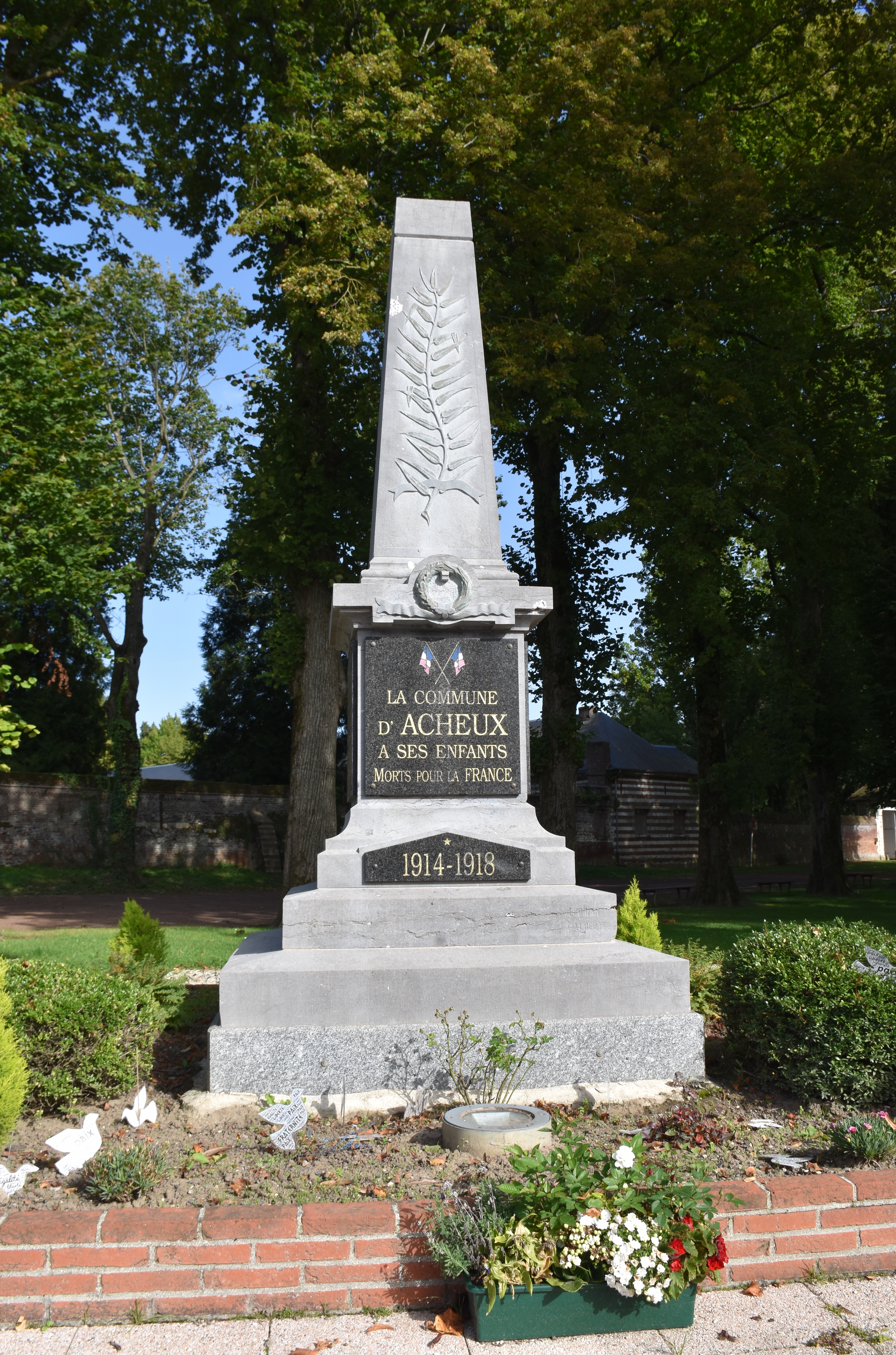
Le monument aux morts.

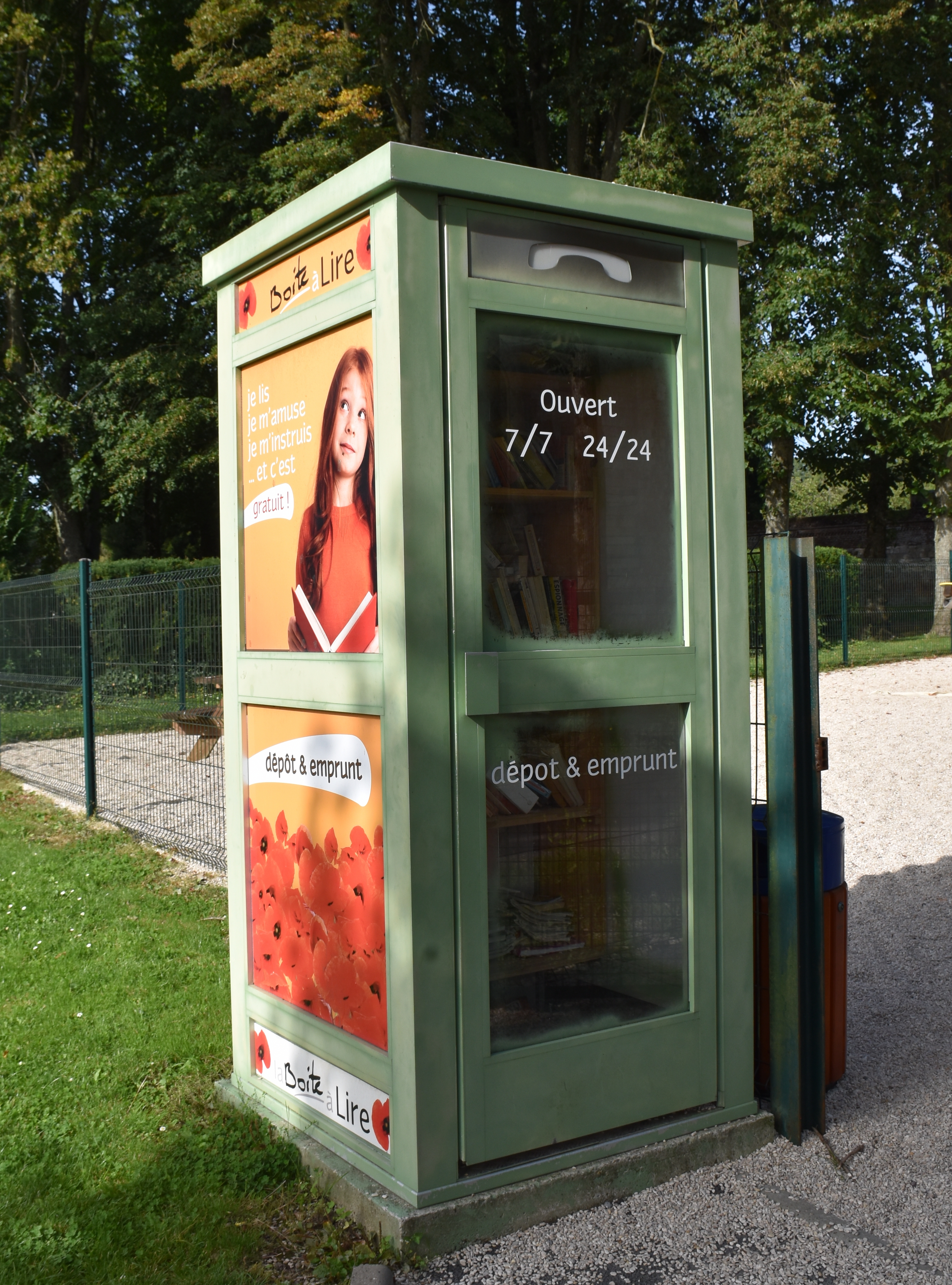
Ancienne cabline téléphonique recyclée en boîte à livres.

## Population et société

### Démographie
Les habitants de la commune sont appelés Achéens.
L'évolution du nombre d'habitants est connue à travers les recensements de la population effectués dans la commune depuis 1793. Pour les communes de moins de 10 000 habitants, une enquête de recensement portant sur toute la population est réalisée tous les cinq ans, les populations de référence des années intermédiaires étant quant à elles estimées par interpolation ou extrapolation. Pour la commune, le premier recensement exhaustif entrant dans le cadre du nouveau dispositif a été réalisé en 2007.

En 2022, la commune comptait 584 habitants, en évolution de −3,63 % par rapport à 2016 (Somme : −1,26 %, France hors Mayotte : +2,11 %).
| 1793 | 1800 | 1806 | 1821 | 1831 | 1836 | 1841 | 1846 | 1851 |
| ---- | ---- | ---- | ---- | ---- | ---- | ---- | ---- | ---- |
| 743  | 617  | 732  | 938  | 900  | 906  | 911  | 928  | 870  |

| 1856 | 1861 | 1866 | 1872 | 1876 | 1881 | 1886 | 1891 | 1896 |
| ---- | ---- | ---- | ---- | ---- | ---- | ---- | ---- | ---- |
| 803  | 770  | 759  | 718  | 655  | 677  | 627  | 660  | 637  |

| 1901 | 1906 | 1911 | 1921 | 1926 | 1931 | 1936 | 1946 | 1954 |
| ---- | ---- | ---- | ---- | ---- | ---- | ---- | ---- | ---- |
| 607  | 606  | 551  | 591  | 576  | 548  | 515  | 518  | 490  |

| 1962 | 1968 | 1975 | 1982 | 1990 | 1999 | 2006 | 2007 | 2012 |
| ---- | ---- | ---- | ---- | ---- | ---- | ---- | ---- | ---- |
| 494  | 498  | 464  | 425  | 424  | 514  | 533  | 535  | 608  |

| 2017 | 2022 | - | - | - | - | - | - | - |
| ---- | ---- | - | - | - | - | - | - | - |
| 593  | 584  | - | - | - | - | - | - | - |

### Enseignement
La commune est située dans l'académie d'Amiens, en zone B.
Les élèves relevant du primaire sont accueillis dans une école élémentaire et maternelle, de 6 classes à la rentrée 2014/15 scolarisant 163 élèves. Cette école est gérée par un regroupement pédagogique intercommunal regroupant également les villages de Forceville, Hédauville, Harponville, Varennes, Léalvillers, Arquèves, Marieux. Ils disposent d'une restauration scolaire.
Un collège public se trouve dans la commune. À la rentrée 2014/15, le collège Edmée Jarlaud scolarisait 343 élèves.

### Équipements de santé
La commune se dote en 2018 d'une maison médicale comprenant un médecin et des professionnels de santé.

### Manifestations culturelles et festivités
Le marché du terroir, de l'artisanat et des traditions rurales, dont la 19e édition a eu lieu en octobre 2019, est prganisé par le comité des fêtes.

## Économie
Le village d'Acheux-en-Amiénois occupe une position de carrefour à l'intersection de la route Albert - Doullens et de la route Toutencourt - Bertrancourt. Les activités économiques tournent autour de l'agriculture, de l'artisanat, du commerce et des services de proximité[réf. nécessaire].
La présence d'établissements d'enseignement (maternelle, primaire et collège) permet à la commune de polariser son territoire sur le plan scolaire.

## Culture locale et patrimoine

### Lieux et monuments
- Église Saint-Cyr-et-Sainte-Julitte[35] 
L'édifice date de 1760, comme l'attestent les quatre chiffres en fer forgé fixés sur sa face antérieure, au-dessus de la rosace, à la jonction de la nef et du clocher. Elle comprend une cloche du XVIIIe siècle[36]

L'église Saint-Cyr-et-Sainte-Julitte doit son nom à saint Cyr et à sa mère sainte Julitte, deux martyrs chrétiens du IVe siècle.
- Château[37],[38] 
Ses origines remonteraient au XIe siècle. Il était composé de sept tours ; il en reste deux actuellement. Le mur d'enceinte était entouré d'un fossé toujours à sec, rempli de ronces et d'épines, aussi, d'après la tradition, on lui attribuait le nom de « Château ou manoir de l'Épine ».

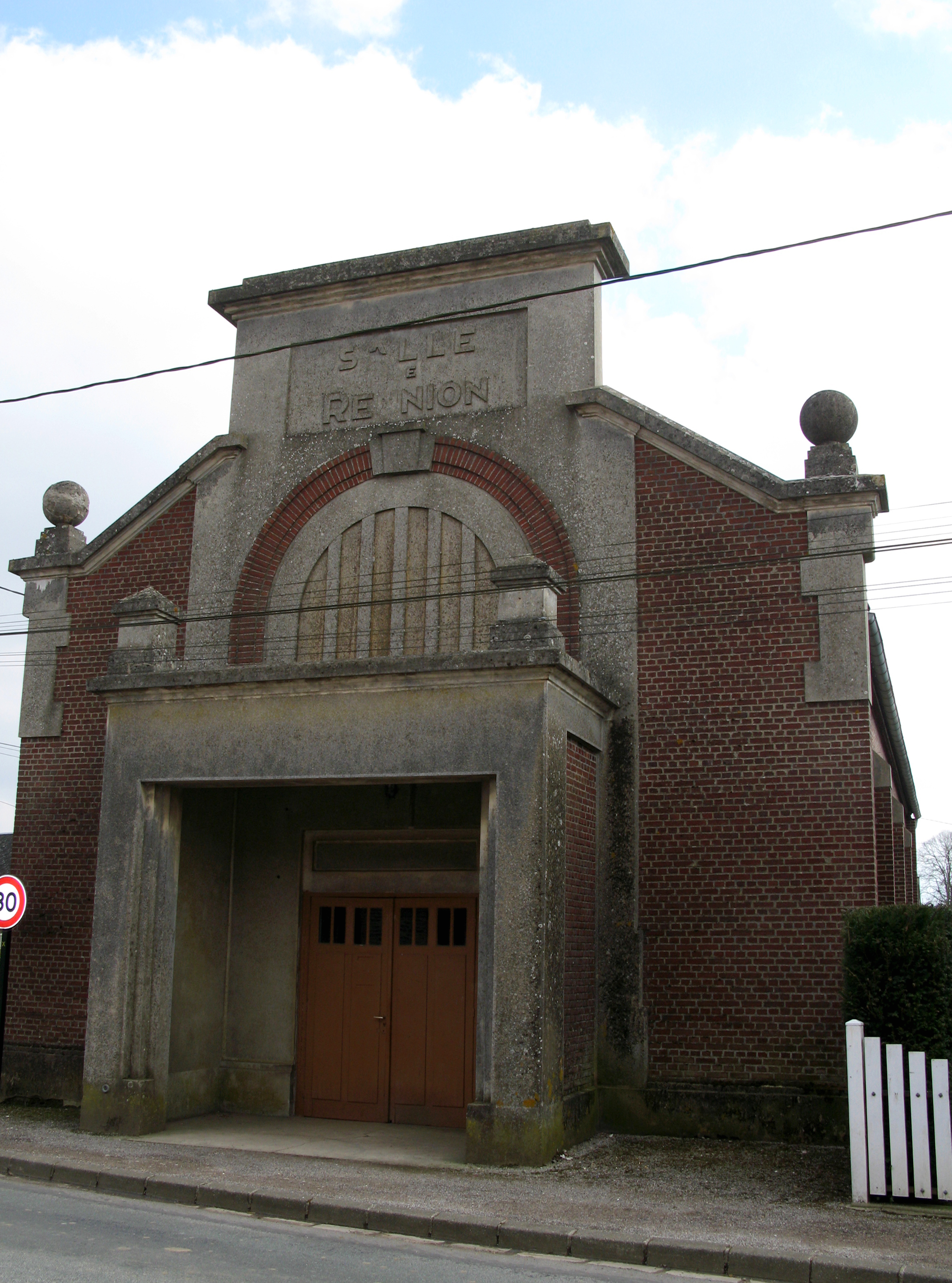
La salle des fêtes.

- Hôtel de ville

La particularité de sa façade (en brique, matériau majoritaire, et pierre) est la différence de forme des fenêtres du rez-de-chaussée et du premier étage. Si le traitement décoratif des bords en pierre est pratiquement le même, les ouvertures du niveau supérieur sont rectangulaires (avec un dessus horizontal, sans clé d'arc), celles du bas sont par contre en arc (demi-cercle) dont la forme est rappelée par le fronton central identifiant l'édifice par l'inscription « Hôtel-de-ville ». Le fronton est lui-même orné d'une sorte de fausse niche au motif semblable au pourtour des baies du rez-de-chaussée.
- Le Monument aux morts, constitué d'un obélisque édifié sur un piédestal[39]. Il a été construit à l'initiative de la famille d'un soldat tué[40].

- Salle des fêtes

Ce bâtiment, dont la façade intéressante, d'un style typique de l'entre-deux-guerres, porte l'inscription « Salle de réunion », n'est actuellement[Quand ?] plus loué pour des associations, fêtes familiales, etc. pour des raisons de mise à niveau nécessaire en termes de conformité. Un projet de restauration était, en 2010, à l'étude. Pour le moment[Quand ?], la municipalité seule l'utilise pour quelques réunions annuelles ne nécessitant pas une lourde logistique.
- Cimetière communal[41] 
Il comporte un carré militaire et sa partie la plus ancienne (le long de la portion sinueuse de la ruelle Saint-Jean, jusqu'à la rue de Louvencourt). Transformée en pelouse parfaitement délimitée par de petits rondins, on y remarque encore plusieurs stèles et tombes en bon état ainsi que, sur le bord de la rue formant talus, une remarquable chapelle funéraire, la chapelle funéraire Bellet.[37]

La chapelle, à l'intérieur duquel est inhumé - avec son épouse et sa fille - François Joseph Bellet, notaire, adjoint au maire et président du conseil d'arrondissement, surplombe légèrement la rue et fait face à une petite place prolongeant la ruelle Saint-Jean. Sa façade est surmontée de part et d'autre par deux pinacles moins hauts que la lanterne des morts qui orne son chevet. Cette chapelle a fait l'objet d'une rénovation complète en 2023/2024.

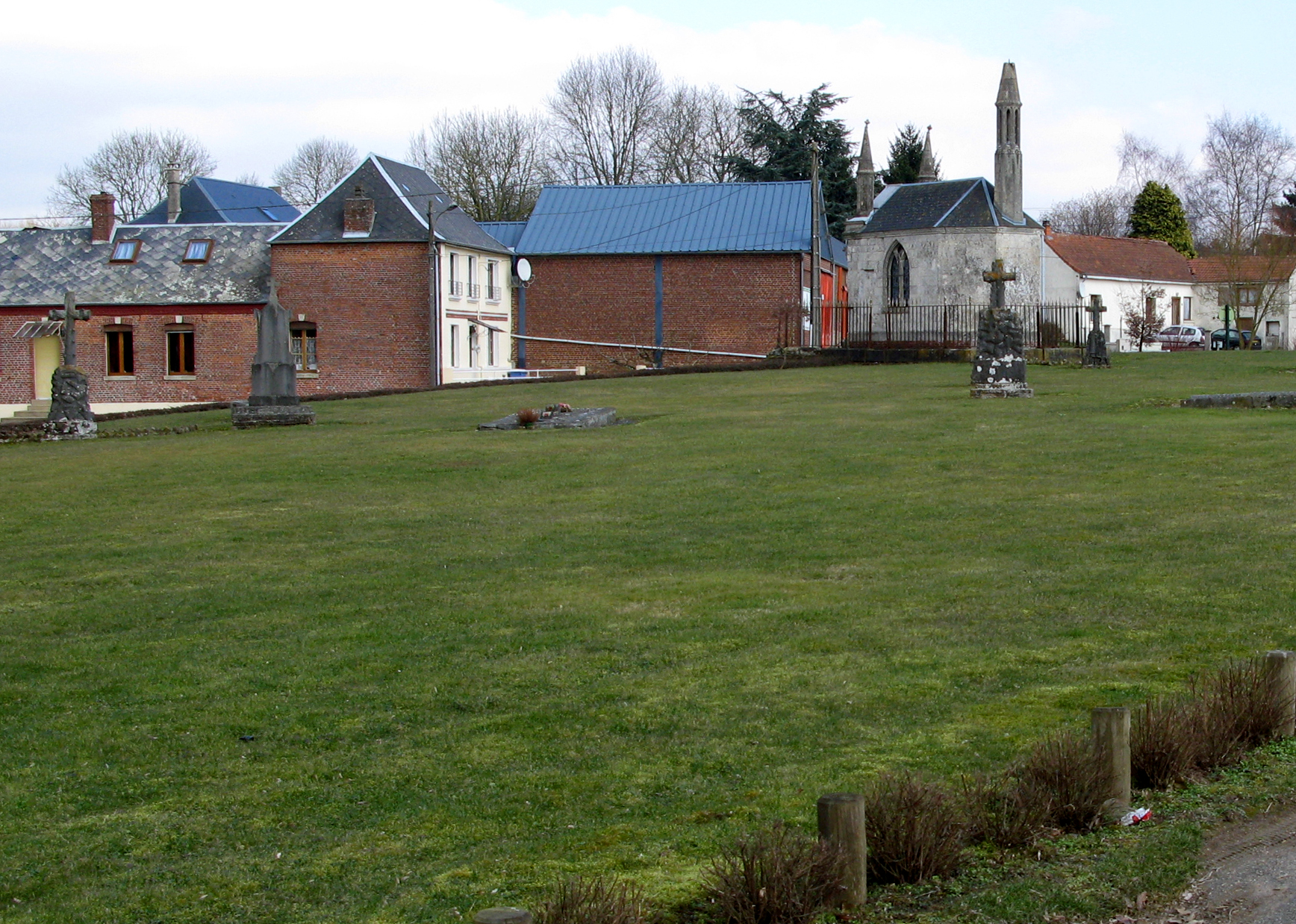
La partie ancienne du cimetière.
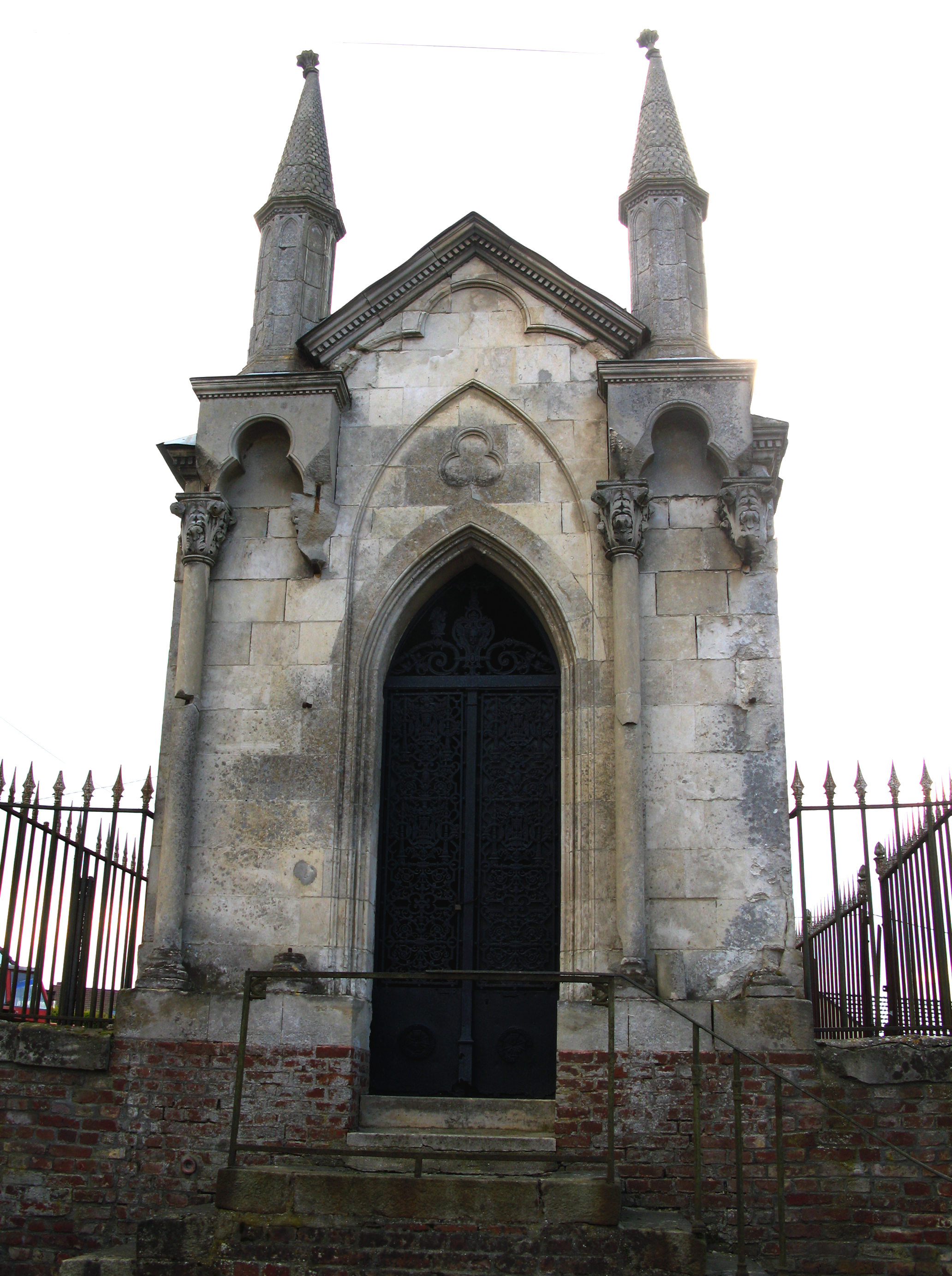
Façade de la chapelle Bellet.
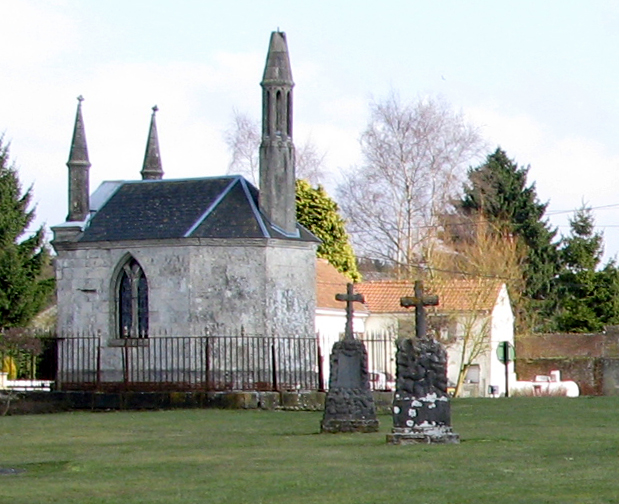
La chapelle Bellet et sa lanterne des morts.
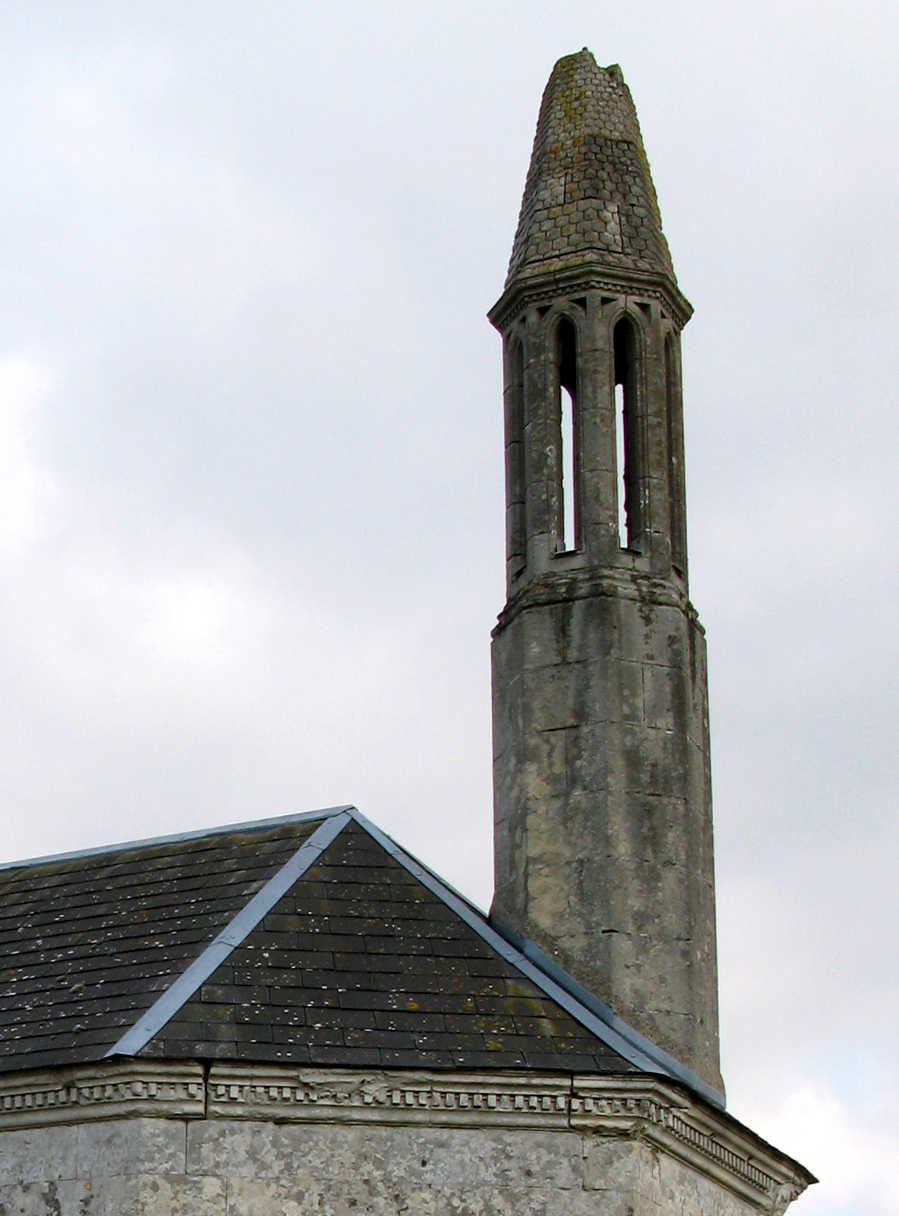
La lanterne des morts de la chapelle Bellet.
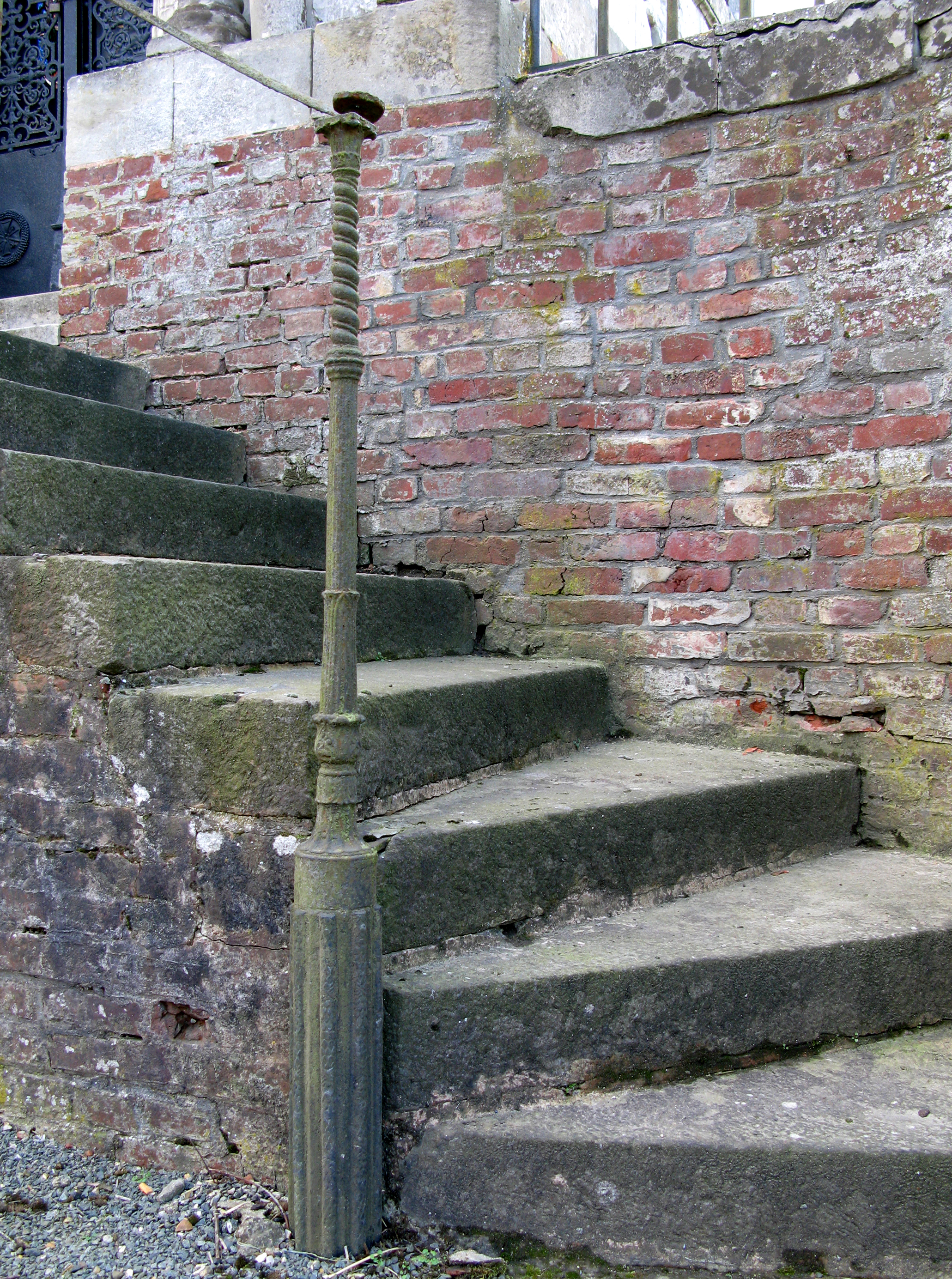
L'un des deux montants de la rampe d'escalier de la chapelle Bellet.

- Le cimetière militaire britannique d'Acheux-en-Amiénois

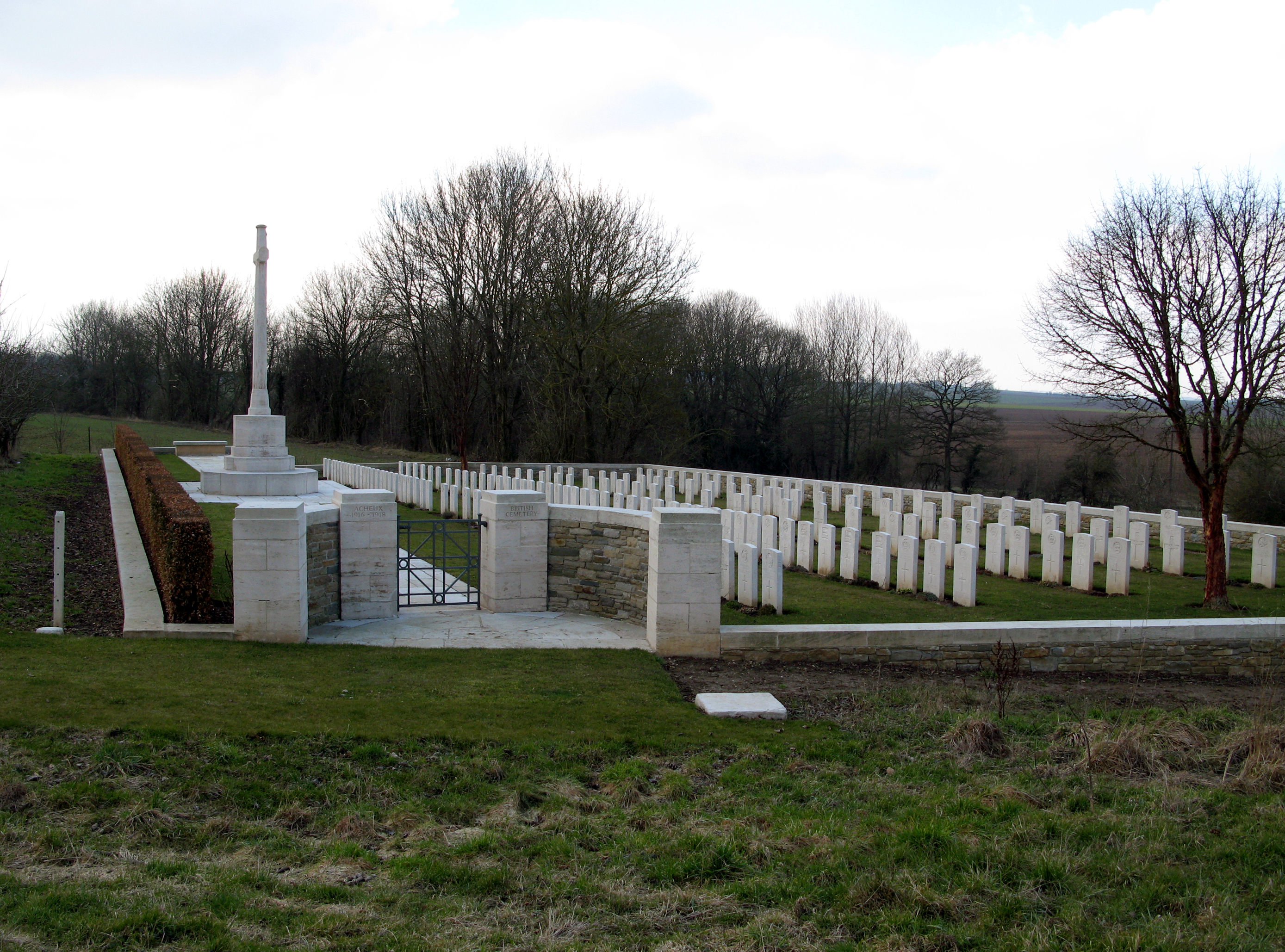
Le cimetière militaire britannique.

Ce cimetière  de 1914-1918, est situé à la sortie de la localité, sur la droite en direction de Léalvillers. Ce cimetière contient 180 sépultures de soldats (179 Britanniques et un Canadien) qui sont tombés dans la bataille de la Somme et pendant l'offensive allemande de 1918. Une Croix du Sacrifice, haute croix blanche, y est dressée, comme dans la plupart des cimetières du Commonwealth de la région.
- Cimetière militaire français 1914-1918, situé au fond du cimetière communal, il contient 152 tombes.
- Stèle commémorative 1944 à la mémoire des sept fusillés de Bonneville.
- Ancienne sucrerie, route de Forceville, construite en 1866[16].
- Ancienne briqueterie Léonce Aubry, route de Varennes, lieu-dit les Quatre Buissons, construite en 1891  à l'emplacement d'une briqueterie à meules et devenue un entrepôt de charbon et matériaux de construction[17].

### Personnalités liées à la commune

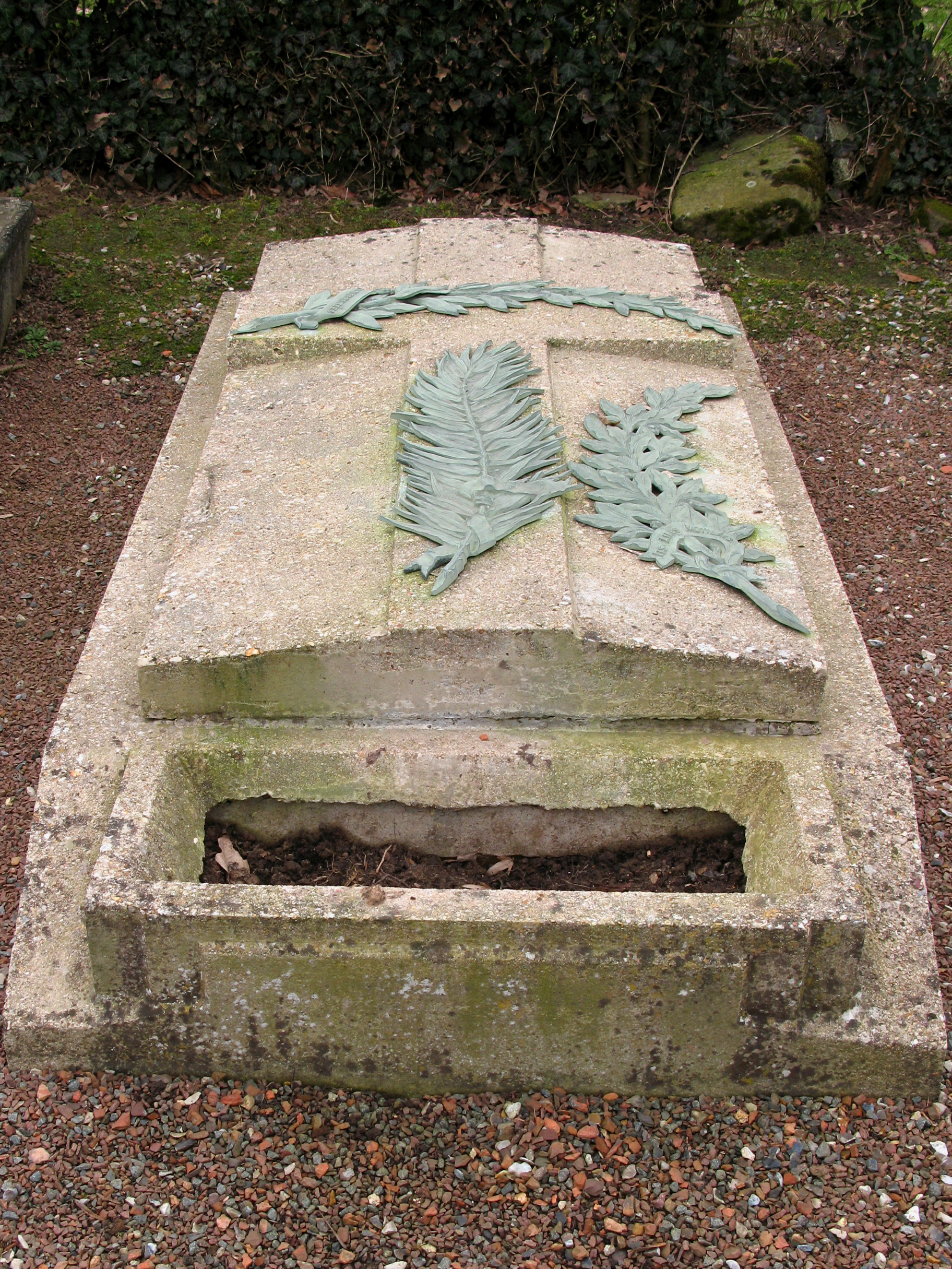
Trois palmes en mémoire d'Edmée Jarlaud.

- Eugène Boullet (1847-1923), entomologiste et naturaliste.
- Edmée Jarlaud, née en 1910, à Paris, aviatrice, décédée en 1939 lors d'une collision en vol[44],[45], à l'âge de 28 ans, à Beynes (Yvelines). Elle est inhumée à Acheux-en-Amiénois où elle avait des attaches familiales. Dans le cimetière communal, sa tombe est signalée par des panneaux installés en 2008, à quelques centaines de mètres (à l'entrée même, mais aussi aux deux extrémités de la ruelle Saint-Jean). Elle est de facture très sobre et ne porte ni nom(s) ni date(s). Seules trois palmes de métal sont fixées sur la pierre et mentionnent quelques « indices » en petits caractères. Elle se trouve sur le flanc sud du cimetière, donc du côté opposé au carré militaire, et à 30 ou 40 mètres environ à gauche en entrant par la ruelle Saint-Jean.

Pour lui rendre hommage ses grands-parents maternels ont fait apposer sur leur tombe dans le cimetière de Thièvres (Somme) une plaque en son souvenir, mais Edmée Jarlaud repose bien au cimetière d'Acheux-en-Amiénois.
Le collège d'Acheux-en-Amiénois porte le nom d'Edmée-Jarlaud et le transformateur électrique de la rue de Louvencourt a été décoré en 2019 d'un graph commémoratif de l'aviatrice, peint par Johann Grenier, artiste originaire de la ville d'Eu.
- Raymond de Wazières (1910-1984), né à Roëllecourt (Pas-de-Calais), décédé à Acheux-en-Amiénois. Agriculteur à Acheux après 1945, fondateur et président de la coopérative agricole La Solidaire d'Albert, maire d'Acheux-en-Amiénois de 1953 à 1979, conseiller général du canton d'Acheux de 1949 à 1979. Il fut président de syndicats d'électricité et de l'Union départementale des coopératives de stockage des céréales. Après trois échecs à la députation sous la IVe République, il est élu sénateur de la Somme en 1959 et le resta jusque 1977.

Une rue de la commune honore sa mémoire.

### Héraldique
|  | Les armes de la ville se blasonnent ainsi : parti de gueules et d'or, au 1er une hache, au 2e une clé contournée, de l'un à l'autre. |

#### Cartes postales anciennes

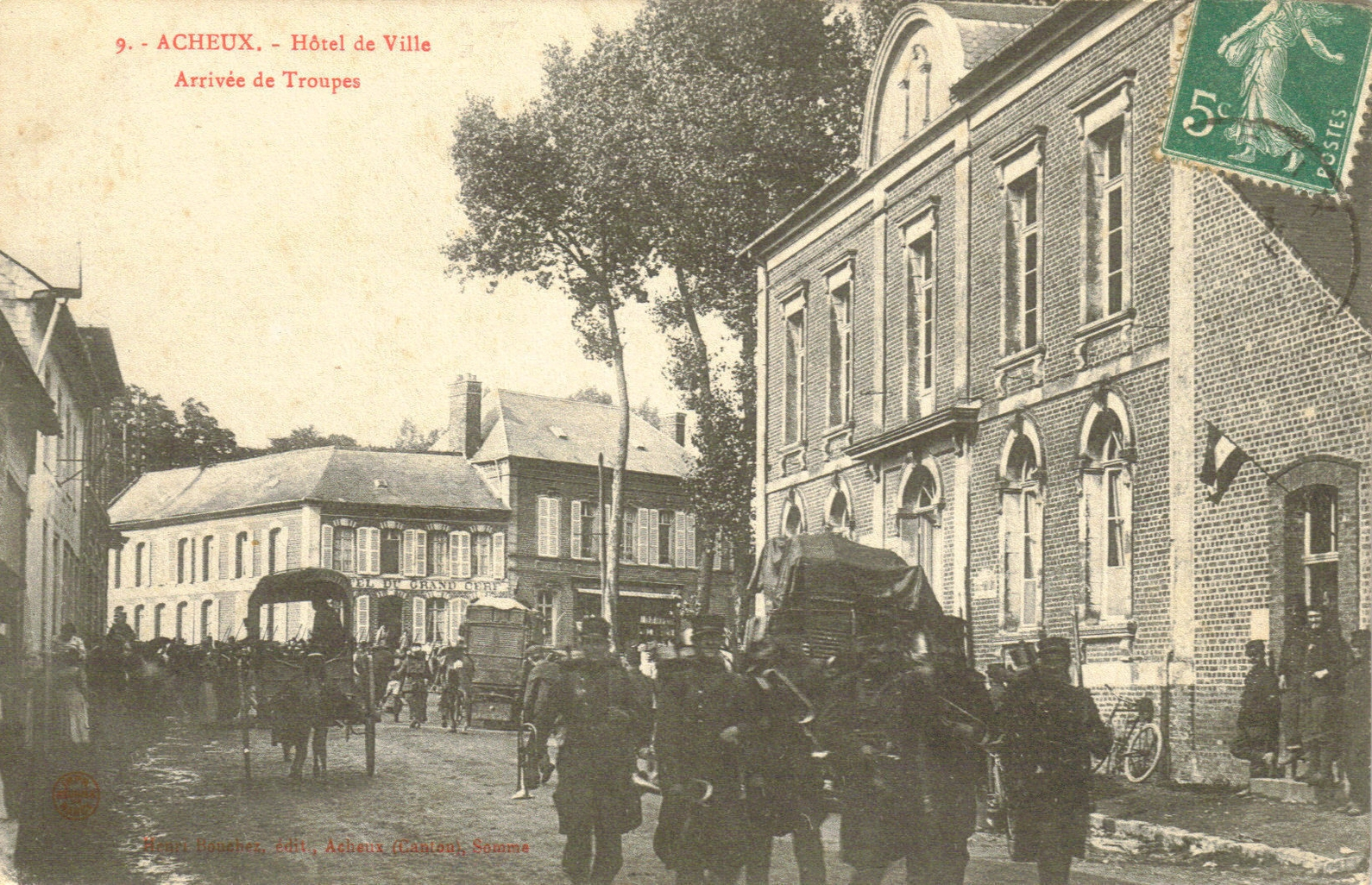
Arrivée des troupes françaises à Acheux en 1914.
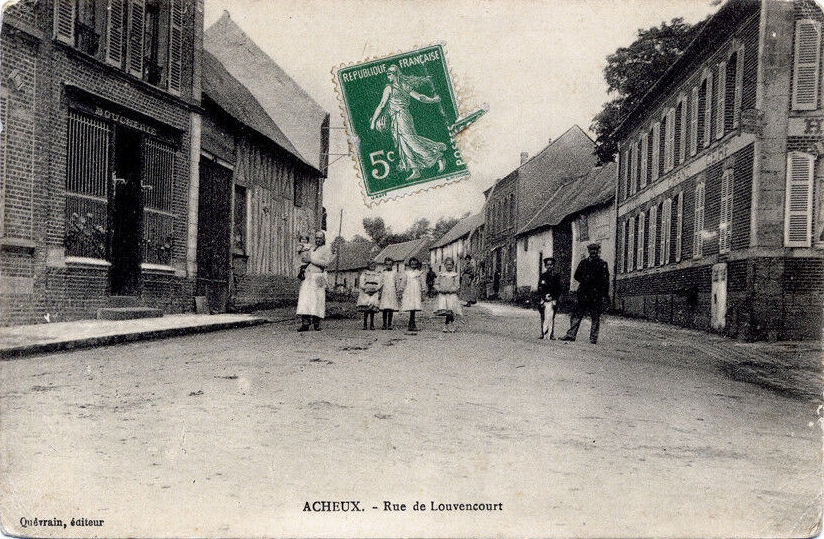
Cate postale du village vers 1910.
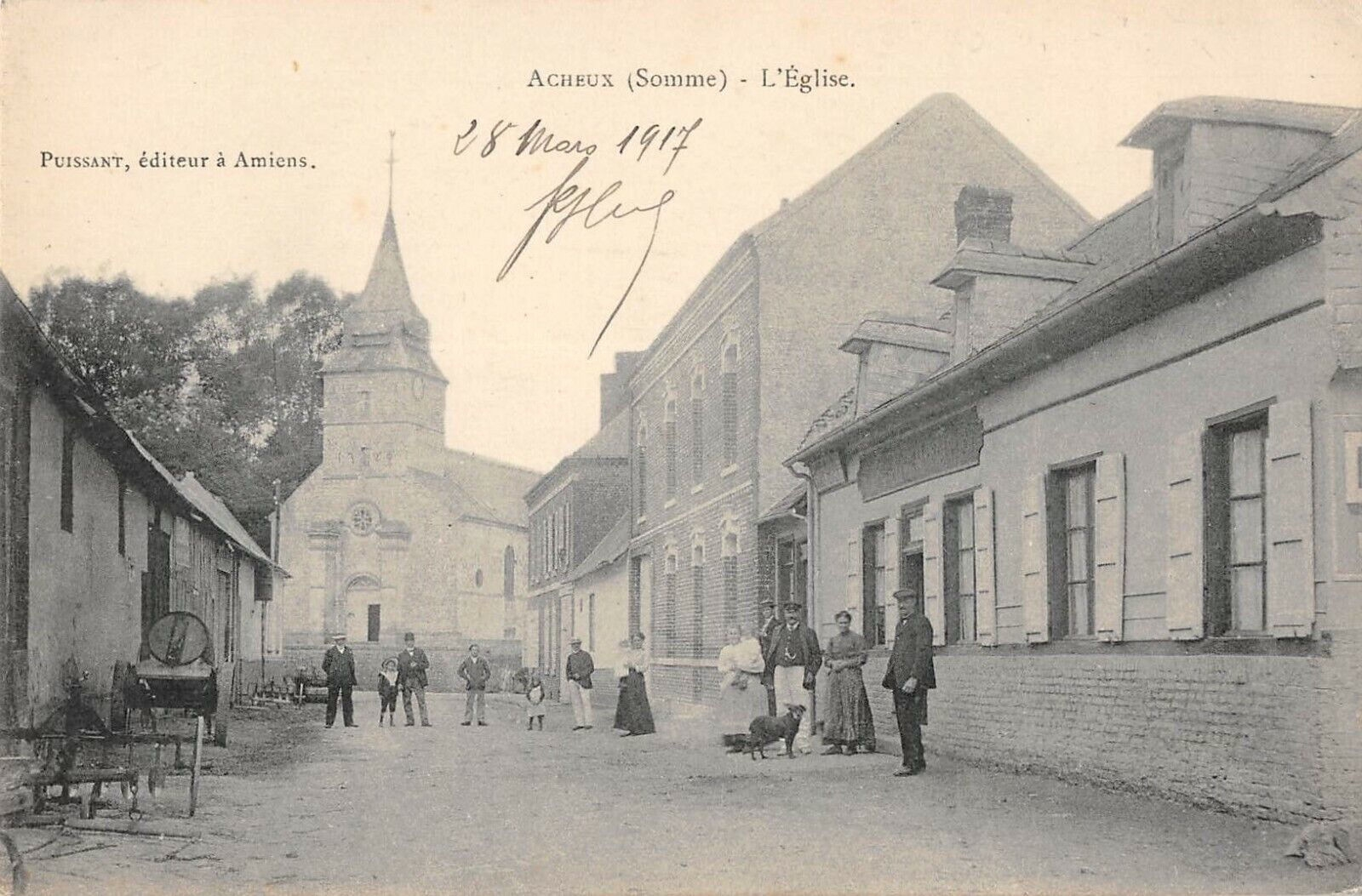
La rue de l'église en 1917.
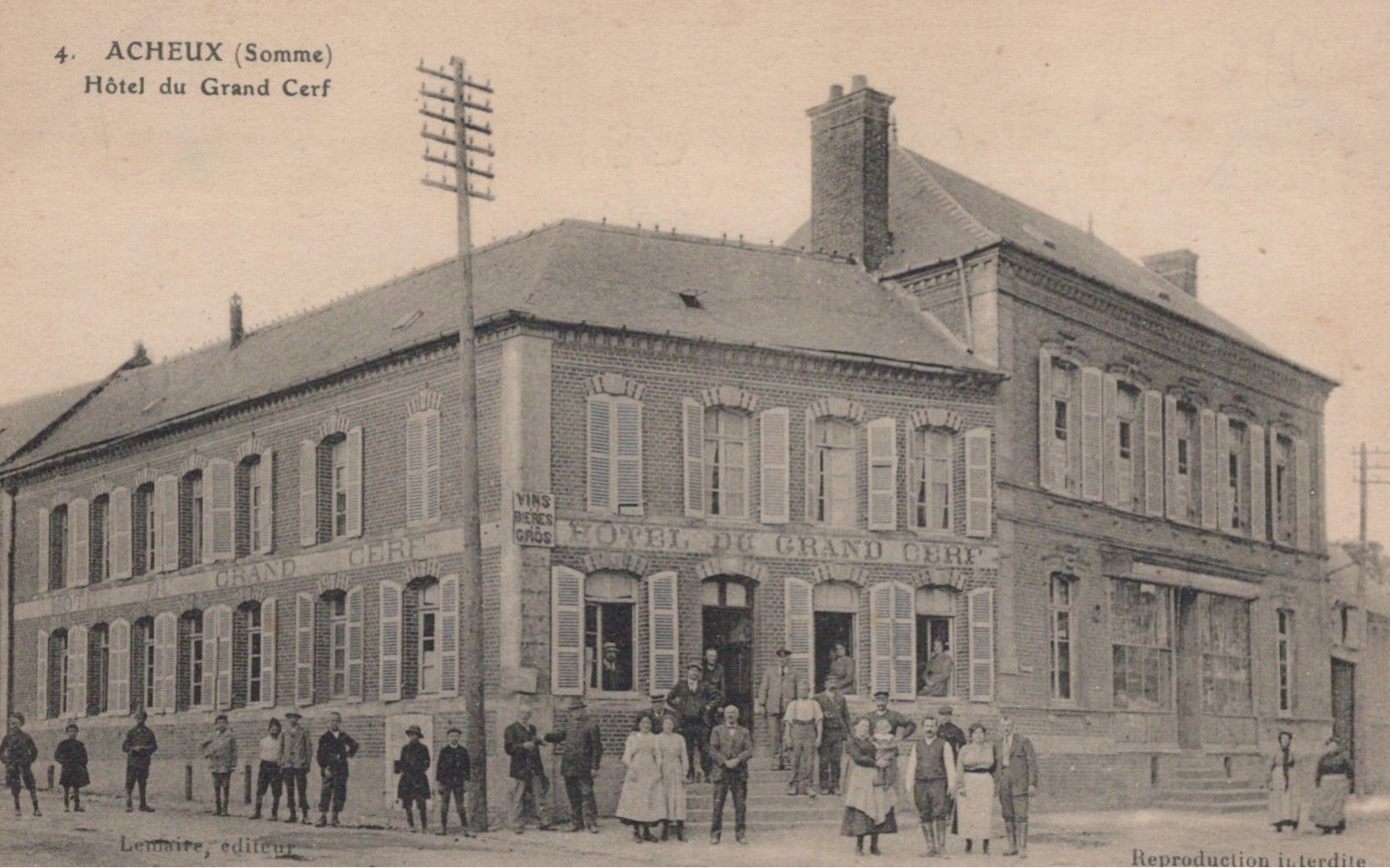
L'hôtel du Grand-Cerf vers 1920.
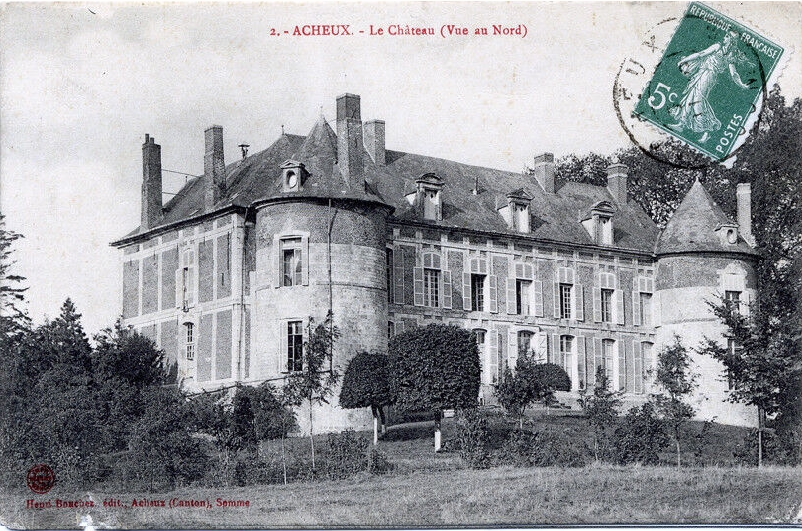
Le château vers 1910.

## Pour approfondir